# Ghigo IV d'Albon
Ghigo IV d'Albon, detto il Delfino del Viennois; in francese Guigues IV d'Albon, dit Dauphin (fine XI secolo – La Buissière, 27 giugno 1142), fu conte d'Albon dal 1133 fino alla sua morte e fu il primo ad essere chiamato il Delfino.

## Origine
Ghigo, secondo il documento n° 3067 del Regeste dauphinois, ou Répertoire chronologique et analytique des documents, tome I, fascicolo II, era il figlio maschio primogenito del conte d'Albon, Ghigo III e della moglie Regina detta Matilde (Regina nominate Maheldis), di ascendenze inglesi (Dominus Vuigo comes et uxor eius Regina quæ fuit de Anglia), come viene descritta dal documento n° 17 del Cartulare monasterii beatorum Petri et Pauli de Domina, forse figlia illegittima di Edgardo Atheling, ultimo discendente del Casato del Wessex, oppure di Eremburga di Mortain e del primo Conte di Sicilia, Ruggero I di Sicilia.
Ghigo III d'Albon, secondo il documento nº 2 del Cartulaires de l'église Cathédrale de Grenoble dits Cartulaires de Saint-Hugues era il figlio maschio primogenito del conte d'Albon, Ghigo II, detto il Grasso (Guigo comes, filius Guigonis Crassi) (1020 – 1087), e della moglie (filio illius Guigonis…et uxori eius Petronillæ) Petronilla di Royans, di cui non si conoscono con esattezza gli ascendenti; secondo le Europäische Stammtafeln, Vol. II, cap. 190 e Vol. XII, cap. 95A (non consultate) era Adelaide di Susa, figlia della margravia di Torino, Adelaide di Susa e del suo terzo marito, il conte di Savoia, conte d'Aosta e Moriana, Oddone di Savoia.

## Biografia

Arma dei Delfini del Viennois

Il conte fu il primo a portare il nome di Delfino (Guigo Delphinus), come viene citato nel documento n° 3067 del Regeste dauphinois, ou Répertoire chronologique et analytique des documents, tome I, fascicolo II, del 1110, cioè vent'anni prima di prendere il titolo di conte d'Albon.
Nel documento n° 13 del Cartulare monasterii beatorum Petri et Pauli de Domina, non datato, Ghigo si cita come Delfino (Guigo Delphinus); ed ancora, in un altro documento del Chartarium Viennensium, datato 1122 (non consultato) si cita come Guigo delphinus.
Il vicinato con i conti di Savoia era piuttosto turbolento. I territori del feudo di Albon e quelli dei Savoia s'intersecavano e per molti tratti il confine non era ben identificato. Certi feudi del conte Amedeo III di Savoia come Rives, Voiron e Saint-Laurent-du-Pont erano troppo vicini a Grenoble per non essere appetibili dagli Albon. Fu quindi sufficiente che Amedeo III esercitasse pressioni sui terreni limitrofi nel 1140, perché il conte d'Albon intervenisse in armi contro Amedeo nel Grésivaudan, benché i due fossero cognati in quanto Amedeo III aveva sposato la sorella di Ghigo IV, Matilde. Ghigo pose sotto assedio il castello di Montmélian ma venne sorpreso da un contrattacco del Savoia, rimanendo gravemente ferito nella battaglia: trasportato al castello de La Buissière, spirò tre giorni dopo tra le braccia della moglie; secondo gli Obituaires de la province de Sens. Tome 1,Partie 1, morì il 27 giugno.
 A Ghigo il delfino succedette il suo unico figlio maschio, anche lui di nome Ghigo.

## Matrimonio e discendenza
Ghigo IV aveva sposato nel 1120 Clemenza detta Margherita di Mâcon, come ci conferma la Ex vita Margaritæ Albonensis comitissæ, che era nipote di papa Callisto II, figlia di Stefano I di Mâcon, conte Palatino di Borgogna, e di Beatrice di Lorena; il matrimonio con Margherita o Clemenza (Macildam vel Clementiam filiam Stephani seu Sophini, Burgundiæ ducis), ci viene confermato anche dal De Allobrogibus libri novem. Margherita o Clemenza morì nel 1166, come ci viene confermato dalla Histoire générale du Dauphiné. vol. 1.
Ghigo IV da Margherita o Clemenza ebbe tre figli:
- Ghigo (1125 - 1162), conte d'Albon[12], che gli succederà e prenderà ufficialmente il titolo di Delfino del Viennois
- Beatrice, andata sposa ad Guillaume I de Poitiers († 1187), conte di Valentinois, come confermano sia la Ex vita Margaritæ Albonensis comitissæ[13], che il De Allobrogibus libri novem[14]
- Marchesa († 1196), andata sposa nel 1150 a Guglielmo VII d'Alvernia († 1169), conte d'Alvernia, come confermano sia la Ex vita Margaritæ Albonensis comitissæ[13], che il De Allobrogibus libri novem[14] e dalla quale i discendenti presero il titolo di Delfini d'Alvernia.

### Fonti primarie
- (LA)  De Allobrogibus libri novem.
- (LA)  Obituaires de la province de Sens. Tome 1,Partie 1.
- (LA)  Recueil des historiens des Gaules et de la France. Tome 14.
- (LA)  Cartulare monasterii beatorum Petri et Pauli de Domina.
- (LA)  Cartulaires de l'église Cathédrale de Grenoble dits Cartulaires de Saint-Hugues.
- (LA, FR)  Histoire générale du Dauphiné. vol. 1.
- (LA, FR)  Regeste dauphinois, ou Répertoire chronologique et analytique des documents, tome I, fascicolo II.

### Letteratura storiografica
- (FR)  Histoire generale de Dauphiné. Par Nicolas Chorier